# مرده‌خواهی

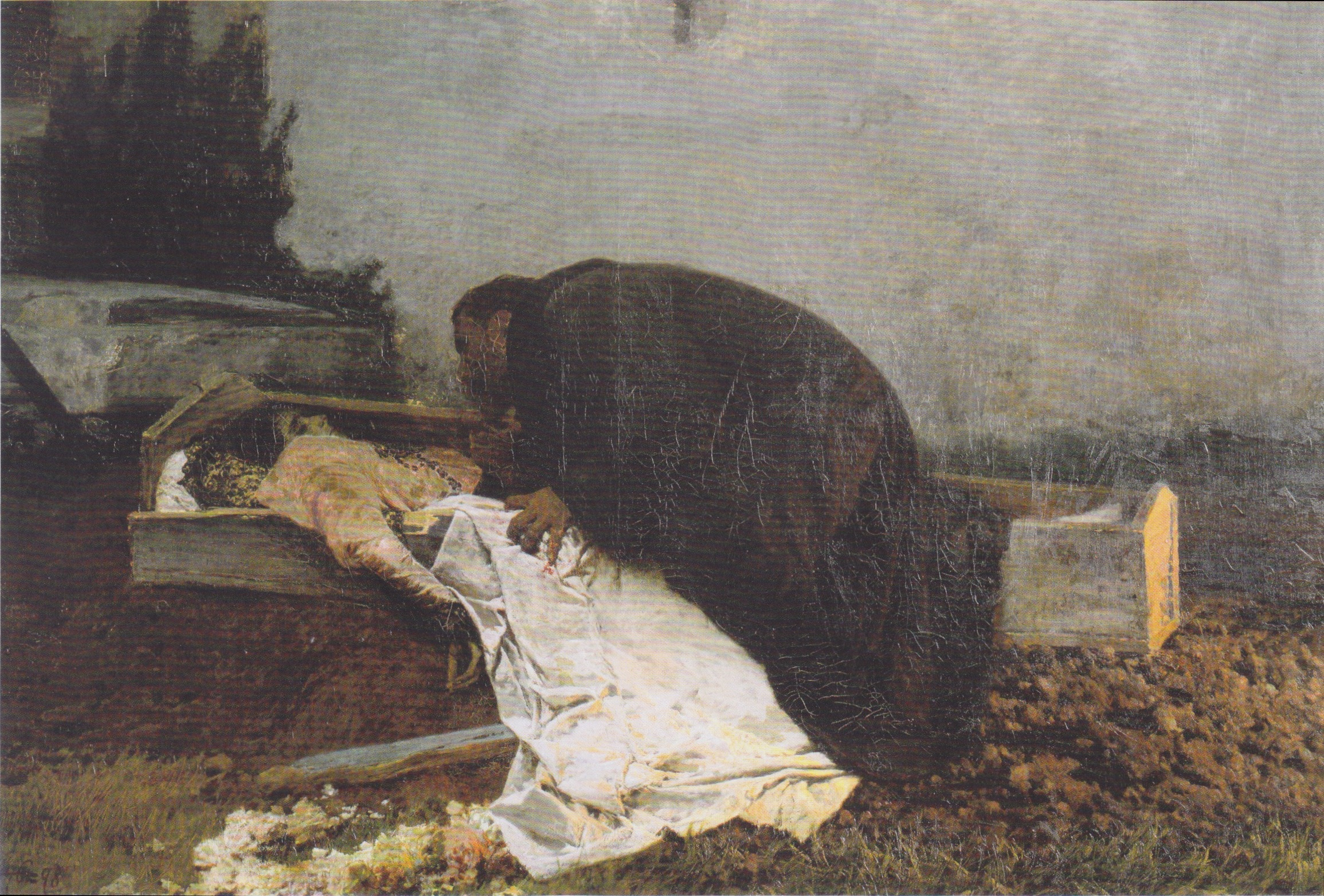
نفرت اثر پیترو پاجتا، سال ۱۸۹۶ میلادی

مُرده‌خواهی، مرده‌بازی، مرده‌بارگی یا نکروفیل (به انگلیسی: Necrophilia) نوعی عمل غیرمتعارف و یک انحراف جنسی است که در آن، ارضای میل جنسی، از طریق تماس جنسی با جسد مردگان، حاصل می‌شود. این عمل سابقه‌ای طولانی در طول تاریخ دارد و ریشهٔ آن به هزاران سال قبل از میلاد مسیح برمی‌گردد.
مرده‌خواهی، به دو طریق، انجام می‌شود:
۱. قتل افراد زنده و تماس جنسی پس از مرگ که به آن، مرده‌بازی سادیستی گفته می‌شود.
۲. مرده‌بازی حقیقی یا مطلق: در این نوع از مرده‌بازی، منحرفان، اجساد مردگان را از گورستان‌ها یا سالن‌های تشریح یا محلی که جسد در آن، به ودیعت، سپرده شده، ربوده و با آن، آمیزش جنسی انجام می‌دهند. از یک مرده‌شوی ایتالیایی نام می‌برند که با بیش از ۱۰۰ جسد زن نزدیکی کرده بود. این مجرمان اغلب بیمار روانی هستند و دارای شخصیت‌های نامتعادل هستند.

## مرده‌خواهان مشهور
در اواخر سال ۱۳۸۰ خورشیدی محمد بیجه (۱۳۶۴–۱۳۸۳) شروع به کشتار کرد. در طول جنایات خود به عنوان یک قاتل زنجیره‌ای به ارتکاب اقدامات مرده‌خواهی، خشونت جنسی و قتل قربانیان خود مشهور بود. او در زمان جنایات خود با علی باقی در تهران زندگی می‌کرد و در آنجا به عنوان یک جنایتکار و قاتل زنجیره‌ای شناخته می‌شد.
جفری دامر (۱۹۶۰–۱۹۹۴) یکی از بدنام‌ترین قاتلان زنجیره‌ای، مجرمان جنسی و جنایتکاران آمریکایی بود. شیفتگی او به مرگ از دوران کودکی وجود داشت و طبق گزارش‌ها، او مجموعه‌ای از استخوان‌های حیوانات مختلف را در اختیار داشت. در سال ۱۹۷۸، دامر نخستین نفر از هفده قربانی خود را کشت و بعداً به انجام اعمال جنسی با قربانیان خود پس از مرگ و همچنین آدم‌خواری اعتراف کرد.
تد باندی (۱۹۴۶–۱۹۸۹) یک قاتل زنجیره‌ای آمریکایی بود که در دههٔ ۱۹۷۰ به ۳۰ زن جوان تجاوز کرد و آن‌ها را به قتل رساند. او همچنین به انجام آمیزش جنسی با مردگان، اعتراف کرد.
کارن گرینلی (زادهٔ ۱۹۵۶) یک زن جنایتکار است که به دزدیدن یک خودروی نعش‌کش  در مراسم تشییع جنازه و داشتن رابطهٔ جنسی با جسد داخل آن محکوم شد. او به‌عنوان یک کارآموز انجام مومیایی در ساکرامنتو، کالیفرنیا، کار می‌کرد. او در ۱۷ دسامبر ۱۹۷۹، نعش‌کش را به همراه جسد مردی ۳۳ ساله که داخل آن بود، ربود. او به پرداخت ۲۵۵ دلار جریمهٔ نقدی و ۱۱ روز زندان محکوم شد. در سال ۱۹۸۷، گرینلی برای کتاب فرهنگ آخرالزمان جیم مورتون (ویرایش آدام پارفری) مصاحبهٔ مفصلی به‌نام «مرده‌خواه پشیمان» کرد. او در این مصاحبه اظهار داشت که به مردان جوان تمایل داشته و جذب بوی خون و مرگ شده است. او مرده‌خواهی را یک اعتیاد می‌دانست. مصاحبه در آپارتمان او انجام شد که ظاهرا یک استودیوی کوچک پر از کتاب، نقاشی‌های مرده‌خواهانه و تزئینات شیطانی بود. او همچنین اعتراف‌نامه‌ای نوشته بود که در آن ادعا می‌کرد که از ۲۰ تا ۴۰ جسد مرد سوء‌استفاده کرده است.
دنیس نیلسن (۱۹۴۵–۲۰۱۸) یک قاتل زنجیره‌ای اسکاتلندی و دارای تمایل به اجساد مردان بود که طی سال‌های ۱۹۷۸ تا ۱۹۸۳ دوازده مرد جوان را به قتل رساند. نیلسن پس از مرگ پدربزرگش و توضیح مادرش مبنی بر این‌که «مرده‌ها در مکان بهتری» هستند، ارتباطی بین مرگ و صمیمیت در ذهن خود ایجاد کرد و اجساد را به‌عنوان منبعی برای تحریک جنسی یافت. در سال ۱۹۷۸، نیلسن نخستین قتل خود را انجام داد و از آمیزش جنسی با جسد قربانی لذت برد و آن جسد را برای ماه‌ها نزد خود نگه داشت. گزارش شده است که نیلسن تا زمان دستگیری، از اجساد قربانیان مختلفی سوءاستفادهٔ جنسی کرده است.